# Euspondylus maculatus
Euspondylus maculatus — вид ящірок родини гімнофтальмових (Gymnophthalmidae). Мешкає в Перу.

## Поширення і екологія
Euspondylus maculatus мешкають в Перу, за деякими свідченнями також на півдні Еквадору і в Болівії. Вони живуть у вологих тропічних лісах.